# Jättelotus
Jättelotus (Nymphaea gigantea) är en art i familjen näckrosväxter som förekommer i Australien och på Nya Guinea. Arten odlas ibland som prydnadsväxt i varma länder.

## Synonymer
- Leuconymphaea gigantea (Hooker) Kuntze
- Nymphaea georginae S.W.L.Jacobs & Hellq.
- Nymphaea gigantea f. alba Bentham
- Nymphaea gigantea f. candida Domin
- Nymphaea gigantea f. casparyi nom. inval.
- Nymphaea gigantea f. hudsonii (Anon.) K.C.Landon
- Nymphaea gigantea var. alba (Bentham) K.C.Landon nom. inval.
- Nymphaea gigantea var. hudsonii Anon.
- Nymphaea gigantea var. neorosea K.C.Landon
- Nymphaea gigantea var. normalis Domin nom. inval.